# Poniec (stacja kolejowa)
Poniec – stacja kolejowa położona w Poniecu, w województwie wielkopolskim, w powiecie gostyńskim.

## Krótki opis
Budynek stacji zamknięty, w stanie dobrym. Przejazd kolejowo-drogowy kategorii "A".

## Ruch pasażerski[1]
| Rok  | Wymiana pasażerska na dobę |
| ---- | -------------------------- |
| 2017 | 50-99                      |
| 2018 | 50-99                      |
| 2019 | 100-149                    |
| 2020 | 50-99                      |
| 2021 | 50-99                      |
| 2022 | 150-199                    |
| 2023 | 200-299                    |